# 토이 폭스 테리어

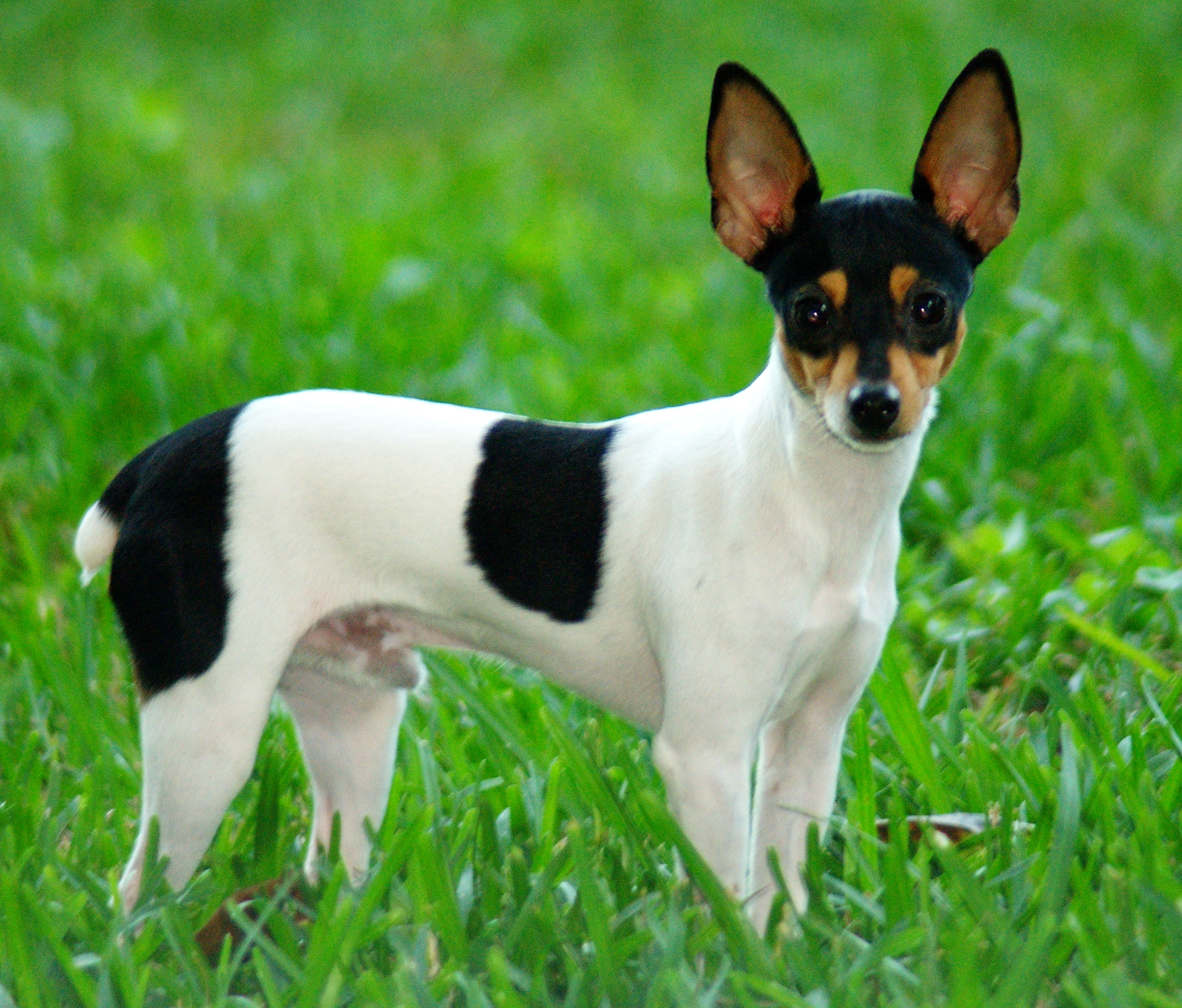
토이 폭스 테리어

토이 폭스 테리어(Toy Fox Terrier)는 미국의 테리어 품종이다. 애완견으로 길러지며, 아메리칸 토이 테리어(American Toy Terrier)라고도 불린다.

## 같이 보기
- 폭스 테리어